# Calle Jamerdana
La calle Jamerdana es una vía pública de la ciudad española de Sevilla.

## Descripción
La vía discurre desde el pasaje Vila hasta la plaza de los Venerables. Aparece descrita en la Noticia histórica del origen de los nombres de las calles de esta ciudad de Sevilla (1839) de Félix González de León con las siguientes palabras:

Calle de la Jamardana. Está en el cuartel B. y en la parroquia de santa Cruz. Jamardana es voz arabe, que ó le quedó á la calle del tiempo de los moros, ó es corrompido y perpetuado en esta calle el nombre de Alhamia que se le daba á todo el barrio en que permanecieron los judíos despues de la conquista hata el año de 1392, en que fué deshecha y saqueada por el pueblo, con muerte de mas de cuatro mil judíos; si bien este nombre es una antigüalla que ha dado mucho que discurrir á los erudítos anticuarios. Mas yo he hallado que en este sitio vendian los moros á los cristianos los instestinos de las reses de que ellos no usan, segun sus ritos ó costumbres, y como Jamardana significa el sitio donde se laban dichos despojos, de aquí ciertamente le vino el nombre. En ella está situada la iglesia del hospital de los Venerables, dedicada á san Fernando, que desde el año de 1812 sirve de parroquia á la ayuda de santa Cruz. La historia del origen de esta parroquia queda escrita en la plaza de santa Cruz al folio 40. El hospital de los venerables sacerdotes que se halla en esta calle tuvo principio por la hermandad de Jesus Nazareno, de san Antonio Abad en unas casas en la calle de las Palmas en el año de 1627; de aquí pasaron esta naciente y pequeña hospitalidad á la hermita de san Blas, y de allí al hospital de san Bernardo, de donde ya en forma y con algunas rentas se pasó à este sitio en 20 de febrero de 1676 á unos solares que le donó el señor conde de Gelves, duque de Veraguas, que eran el antiguo y nombrado en el repartimiento Corral de doña Elvira, en el cual antes de esto huvo un coliseo ó teatro de comedias. Desde entonces ampliando con otras casas y callejuelas inmediatas, se empezó á labrar la casa hospital, y la iglesia, y concluida con licencia del cabildo eclesiástico para colocar en ella el Santísimo Sacramento (por ser en feligresía) se estrenó en 17 de mayo de 1699. Esta hospitalidad es para sacerdotes pobres, desvalidos. La fachada principal de este templo no tiene nada estraordinario: el primer cuerpo lo forman tres grandes arcos sostenidos por columnas de jaspes, y cerrados de rejas que hacen un átrio ó zaguan delante de la iglesia: en el segundo cuerpo son ventanas, y hay una lápida con la siguiente inscripcion: A MAYOR HONRA Y GLORIA DE DIOS, EL EX. SR. D. PEDRO MANUEL COLON DE PORTUGAL, CABALLERO DEL INSIGNE ORDEN DEL THOUSON DE ORO, NOVENO GRAN ALMIRANTE Y ADELANTADO MAYOR DE LAS YNDIAS, OCTAVO DUQUE DE VERAGUAS, SEPTIMO DUQUE DE LA VEGA OCTAVO CONDE DE GELVES &C. EN VIRTUD DE FACULTAD DE SU MAGESTAD DIÓ EL SITIO DONDE ESTA LABRADO ESTE HOSPICIO PARA LOS VENERABLES SACERDOTES, CUYA HERMANDAD EN SEÑAL DE SU GRATITUD DIO A SU EX. Y SUCESORES EN SU CASA, EL PATRONATO DE LA IGLESIA PARA CUYA MEMORIA SE PUSO ESTE PADRON. ESTRENOSE ESTE TEMPLO EN 17 DE MAYO DEL AÑO DE 1699, Nada mas hay en esta calle digno de observarse; es larga tomando una vuelta en su mediacion; pero es angosta y pasa desde la calle de Ensisos á la plazoleta de los Venerables.
(González de León, 1839, pp. 337-339)

En una casa de la calle nació en 1775 el escritor José María Blanco White.